# Lygodactylus pictus
Espèce
Synonymes
- Scalabotes pictus Peters, 1883
- Lygodactylus robustus Boettger, 1913

Statut de conservation UICN

 LC  : Préoccupation mineure
Lygodactylus pictus est une espèce de geckos de la famille des Gekkonidae.

## Répartition
Cette espèce est endémique de Madagascar.

## Publication originale
- Peters, 1883 : Neue Geckonen, darunter drei Arten von Scalabotes, aus der Sammlung des in Madagascar verstorbenen Reisenden J. M. Hildebrandt. Gesellschaft Naturforschender Freunde zu Berlin, vol. 1883, no 2, p. 27-29 (texte intégral).